# مايك بيانكو
مايك بيانكو (بالإنجليزية: Mike Bianco)‏ هو لاعب كرة قاعدة أمريكي، ولد في 5 مارس 1967 في ويلمنغتون في الولايات المتحدة.